# サレンダーモンキー

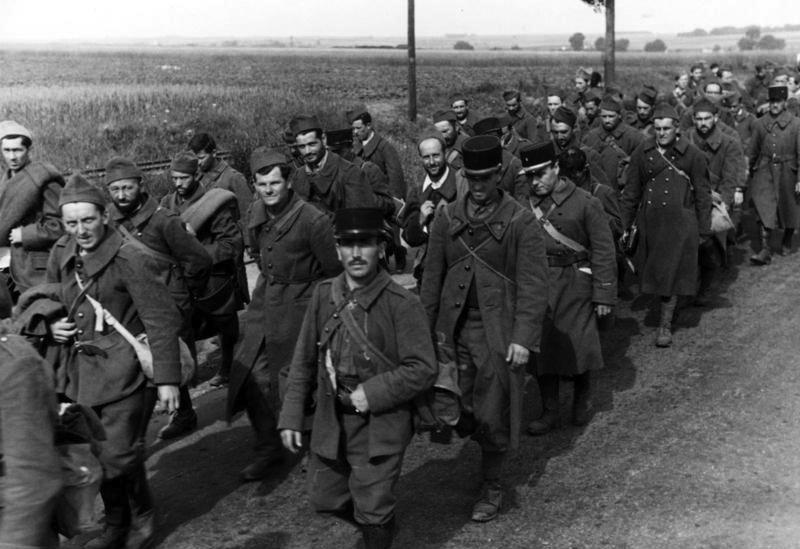
投降するフランス兵（第二次世界大戦）

サレンダー・モンキー（英語 :surrender monkeys、降伏するサル）は、フランス人ないしその軍隊（フランス軍）を指す民族差別用語。「Cheese-eating surrender monkeys（チーズ喰いの降伏するサル野郎ども）」という台詞が全文であり、サレンダーモンキーはその略称にあたる。
この用語は、1995年に放送された『ザ・シンプソンズ』の『伝説のジャズマンよ 永遠に』（原題：'Round Springfield）という回において初めて使用され、短期間で広い周知を獲得した。当初は非公式的なスラングであったが、次第に公の場でも使用されるようになっていった。イラク戦争でのフランコフォビア（嫌仏感情）がアメリカなどで高まる中、英語圏のインターネットでも盛んにフランス軍の「敗北の歴史」を嘲笑するエスニックジョークが盛んになった。こうした流れは伝統的なものだが、若い世代に認識を継承させたという点で重要といえる。
後にオックスフォード引用句辞典は「サレンダー・モンキー」を政治的用語として登録した。

## 経緯

### 用語の由来
この用語の由来は他のスラングとは異なり、明確に発祥が分かっている。ブラックジョークを特徴とする風刺アニメ番組『ザ・シンプソンズ』で最初に使用されたもので、1995年4月30日放送のエピソード『伝説のジャズマンよ 永遠に』（'Round Springfield）において登場した。この話で予算削減の為にフランス語の授業を任されたスプリング・フィールド小学校の用務員ウィリーが、縞模様の服にベレー帽（典型的なフランス人へのステレオタイプ）で教壇に立ち、「ボンジュール！俺はチーズを食べながら降伏するサル野郎どもだ」とスコットランド訛りで教えるシーンが登場する。同エピソードは日本では差別的であるとして放送禁止指定を受けたが、DVDには収録されており視聴可能である。
同話が収録されたDVDに付属しているメイン脚本家のアル・ジーンによる解説で、このエスニックジョークは脚本家仲間の一人であるケネット・ケン・キーラーによって書かれた可能性が示唆されている。ジーンはこのジョークがここまで流行するとは思わなかったと驚いた上で、「フランス人へのエスニックジョークであり、それ以外の意図はない」とコメントしている。フランス語版の同じエピソードでは「surrender monkeys」の部分が単に「monkeys」と訳されていた。

### 公での使用

有志連合参加国。フランスは国際社会によるイラク攻撃に対する反対運動を展開し、結果としてこうしたアメリカと同盟国による有志の攻撃作戦となった。

『ザ・シンプソンズ』での使用以降、この言葉は急速に番組製作国のアメリカを中心に広がっていった。そしてそれは一般人の間だけではなく、メディアや評論家達の議論にも使用される程の知名度を得た。放送から数年後となるテロとの戦い、特に2003年のイラク戦争を巡るフランス政府・フランス人の反米運動が盛んになるとこの勢いは更に増した。『自由主義のファシズム』などで知られる評論家ヨナ・ゴールドバーグが中心的な役割を示し、ナショナル・ジャーナルは「イラク戦争の中、彼によってこの蔑称は完全に大衆化された」と評している。彼は嫌仏的な記事の中で「サレンダーモンキー」を何度も使用した。
ゴールドバーグはイラク戦争に先駆ける1999年の時点で「サレンダーモンキー」を使用し、『ナショナル・レビュー』紙に掲載した『フランスが嫌いな10の理由』でその背景にある嫌仏主義について解説を行った。第一に「彼らはまともに銃も撃たず（without firing a shot）に白旗を振ってパリを引き渡し」、にもかかわらず「四大戦勝国（ビッグ・フォー）という概念を一人で主張して、自国がアメリカ、イギリス、ソ連に並ぶ貢献をしたと思っている」こと、第二に「その上で西側諸国としての使命を果たさずに勝手な行動を取り、NATO諸国とも協調しない恩知らずさ」を挙げた。
2002年7月頃から「サレンダーモンキー」の輪は他の雑誌や評論家にも広がり、ゴールドバーグは差別用語としての大流行については「テロとの戦いとの関連は無視できない」と論じた。一方で2003年頃からゴールドバーグ自身は「大衆化で新鮮味が薄れた」として使用していない。
2007年、『タイムズ』紙でベン・マッキンタイアは「サレンダーモンキー」について「恐らくシンプソンズが元となった数多くの流行語で最大のものであり、今や嫌仏主義の報道や発言における決まり文句となった」と評している。2011年には英仏軍事協定の締結についての『デイリー・テレグラフ』紙の記事でも使用された。。

### 更なる広まり
『ガーディアン』紙はイラク戦争前後におけるこの「サレンダーモンキー」の広まりについて言及し、『スレート』紙は大きく高まった嫌仏主義への関心を集める役割をこの用語は果たしたとした。2003年5月7日、新たに定着したスラングの中でも顕著な広まりを見せた「サレンダーモンキー」について、『ナショナル・レビュー』紙は以下の様に総括した。「イラク戦争のおかげで、我々はフランス人を取り扱う最良の手段を見出した。――ジョークの対象にすることだ」
評論家ローラ・イングラムを初めとして、政治・軍事に関する専門書でも使用された。主なものとして『対テロ戦争におけるアメリカの文化』（スチュアート・クロフト、オックスフォード出版社、2006年）、『新しい政治と古い戦争』（スティーブン ・チャン、Potomac Books、2004年） 『銃弾の報告――戦況報告の与える政治的影響』（ポール・L・ムーアクラフトとフィリップ・M・タイラー、Potomac Books、2008年）、ネッド・シェリン（大英帝国勲章受勲者）によるオックスフォード・ジョーク辞典への採用、及び2008年のオックスフォード引用句辞典への登録などが挙げられる。小説家ダグラス・クープランドの2009年の著作においても紹介された。

## フランス軍ジョーク
サレンダー・モンキーという言葉は風習に関する風刺が多いエスニックジョークの中で、軍隊の戦歴に関する風刺が含まれている部分が特徴となる。従って先述したスラングの使用は同時にフランス軍への様々なジョークを展開させ、特にインターネットにおいては様々な画像やサイトを用いたジョークが流行した。「strategypage.com」（軍事問題の専門家による情報収集を目的とするウェブページ）では幾つかの例が紹介されている。
- 米海兵隊のモットーは「Semper Fi!」（常に忠誠を！）だが、ではフランス軍のモットーは？
  - 「Stop, drop, and run!」（止まれ、捨てろ、逃げろ！）
- フランス兵が最初に受ける教育は？
  - 十ヶ国語の習得（ただし覚えるのは一単語だけ）